# 有馬氏久
有馬 氏久（ありま うじひさ）は、江戸時代中期の大名。伊勢国西条藩2代藩主。氏倫系有馬家2代。

## 生涯
元禄12年（1699年）、紀州藩士・渡辺恭綱の子として紀伊国和歌山で誕生した。同藩士・有馬氏倫の養子となる。父・恭綱は、徳川家康の孫で伊予西条松平家初代・松平頼純の長男であるので、氏久は家康の玄孫に当たる。
享保2年（1717年）6月12日、8代将軍・徳川吉宗に初謁する。享保8年（1723年）3月晦日に御小納戸役となる。享保19年（1735年）12月18日、従五位下備後守に叙せられる。なお、この間の享保11年（1726年）、養父・氏倫は加増によって大名に列している。
享保20年（1735年）1月に氏倫の死去により家督を継ぐ。元文元年（1736年）2月3日に正式に遺領を継いで西条藩主となり、伺候席を菊間広縁に定められた。元文5年（1740年）6月20日には大番頭となる。宝暦8年（1758年）6月12日に大番頭を辞し、宝暦9年（1759年）6月2日に家督を養嗣子・氏恒に譲って隠居した。
明和8年（1771年）2月26日、死去した。享年73。

## 系譜
『寛政重修諸家譜』には実子として、正室所生の女子2人、側室所生の女子2名と男子2名（幸次郎、氏房）を記載している。
父母
- 渡辺恭綱（実父）
- 有馬氏倫（養父）

正室
- 堀親賢の娘

子女
- 為子 - 有馬光隆正室後に黒田直亨正室
- 倉橋久知室
- 有馬氏房（次男）

養子
- 有馬光隆 - 建部政周の十一男
- 有馬氏恒 - 堀親蔵の四男

延享2年（1745年）、播磨国林田藩4代藩主・建部政周の子・光隆を養嗣子とし、正室所生の長女を娶せたが、寛延2年（1749年）に廃嫡している。養子縁組解消後、長女は上総国久留里藩2代藩主・黒田直亨に再嫁した。光隆に代わり、寛延2年（1749年）に正室の兄で信濃飯田藩6代藩主・堀親蔵の子・氏恒を養嗣子に迎えている。堀家と有馬家との関係は深く、正室所生の次女は外祖母・春台院の養女となっている。
宝暦7年（1757年）に実子の氏房が生まれている。氏房はのちに氏恒の養子として家督を継ぎ、4代藩主となっている。